# 中央金融委员会办公室
中央金融委员会办公室，为中央金融委员会和中央金融工作委员会的办事机构，是中共中央办事机构。

## 沿革
2023年3月16日，根据中共中央印发的《党和国家机构改革方案》，设立中央金融委员会办公室，作为中央金融委员会的办事机构，列入党中央机构序列。不再保留国务院金融稳定发展委员会及其办事机构。将国务院金融稳定发展委员会办公室职责划入中央金融委员会办公室。组建中央金融工作委员会，作为党中央派出机关，同中央金融委员会办公室合署办公。

## 机构设置
- 协调局[2]

……

## 历任领导
| 主任 - 何立峰（2023年11月－） | 分管日常工作的副主任 - 王江（2023年5月－） 副主任 - 夏先德（2023年11月－） |